# Liste des membres de la 9e Chambre des communes d'Irlande du Nord
 (mai 2023).
Voici une liste des Membres du Parlement élus lors des élections générales de 1958 en Irlande du Nord. Les élections à la 9e Chambre des communes d'Irlande du Nord ont eu lieu le 20 mars 1958.
Tous les membres de la Chambre des communes d'Irlande du Nord élus aux élections générales de 1958 sont répertoriés.

## Membres
| Nom                      | Circonscription      | Parti | Parti                   |
| ------------------------ | -------------------- | ----- | ----------------------- |
| John Andrews             | Mid Down             |       | Ulster Unionist         |
| John Edgar Bailey        | West Down            |       | Ulster Unionist         |
| David Bleakley           | Belfast Victoria     |       | NI Labour               |
| Alexander Blevins        | Mid Tyrone           |       | Ulster Unionist         |
| Billy Boyd               | Belfast Woodvale     |       | NI Labour               |
| Tom Boyd                 | Belfast Pottinger    |       | NI Labour               |
| Basil Brooke             | Lisnaskea            |       | Ulster Unionist         |
| Joseph Connellan         | South Down           |       | Nationalist             |
| Harry Diamond            | Belfast Falls        |       | Republican Labour       |
| Daniel Dixon             | Belfast Bloomfield   |       | Ulster Unionist         |
| Brian Faulkner           | East Down            |       | Ulster Unionist         |
| William Fitzsimmons      | Belfast Duncairn     |       | Ulster Unionist         |
| Patrick Gormley          | Mid Londonderry      |       | Nationalist             |
| Francis Hanna            | Belfast Central      |       | Ind. Labour Group       |
| Isaac Hawthorne          | Central Armagh       |       | Ulster Unionist         |
| Cahir Healy              | South Fermanagh      |       | Nationalist             |
| William Hinds            | Belfast Willowfield  |       | Ulster Unionist         |
| Henry Holmes             | Belfast Shankill     |       | Ulster Unionist         |
| Alexander Hunter         | Carrick              |       | Ulster Unionist         |
| Samuel Irwin             | Queen's University   |       | Ulster Unionist         |
| Edward Warburton Jones   | City of Londonderry  |       | Ulster Unionist         |
| Robin Kinahan            | Belfast Clifton      |       | Ulster Unionist         |
| Herbert Victor Kirk      | Belfast Windsor      |       | Ulster Unionist         |
| Frederick Lloyd-Dodd     | Queen's University   |       | Ulster Unionist         |
| Thomas Lyons             | North Tyrone         |       | Ulster Unionist         |
| Elizabeth Maconachie     | Queen's University   |       | Ulster Unionist         |
| Brian Maginess           | Iveagh               |       | Ulster Unionist         |
| William May              | Ards                 |       | Ulster Unionist         |
| Eddie McAteer            | Foyle                |       | Nationalist             |
| Brian McConnell          | South Antrim         |       | Ulster Unionist         |
| William McCoy            | South Tyrone         |       | Ulster Unionist         |
| Dinah McNabb             | North Armagh         |       | Ulster Unionist         |
| Nat Minford              | Antrim               |       | Ulster Unionist         |
| Robert Moore             | North Londonderry    |       | Ulster Unionist         |
| Joseph Morgan            | Belfast Cromac       |       | Ulster Unionist         |
| Ivan Neill               | Belfast Ballynafeigh |       | Ulster Unionist         |
| Robert Samuel Nixon      | North Down           |       | Ulster Unionist         |
| Roderick O'Connor        | West Tyrone          |       | Nationalist             |
| Phelim O'Neill           | North Antrim         |       | Ulster Unionist         |
| Terence O'Neill          | Bannside             |       | Ulster Unionist         |
| James O'Reilly           | Mourne               |       | Nationalist             |
| William Oliver           | Belfast Dock         |       | Ulster Unionist         |
| Dehra Parker             | South Londonderry    |       | Ulster Unionist         |
| Edward George Richardson | South Armagh         |       | Independent Nationalist |
| Robert Simpson           | Mid Antrim           |       | Ulster Unionist         |
| Vivian Simpson           | Belfast Oldpark      |       | NI Labour               |
| Charles Stewart          | Queen's University   |       | Indépendant             |
| Joseph Francis Stewart   | East Tyrone          |       | Nationalist             |
| Norman Stronge           | Mid Armagh           |       | Ulster Unionist         |
| Walter Topping           | Larne                |       | Ulster Unionist         |
| John Warnock             | Belfast St Anne's    |       | Ulster Unionist         |
| Harry West               | Enniskillen          |       | Ulster Unionist         |

changement

## Changement
- 1958: Edward George Richardson rejoint le groupement du Nationalist Party.
- 5 mars 1959: David John Little élu pour les unionistes d'Ulster à West Down, à la suite du décès de John Edgar Bailey.
- 28 mai 1959: William James Morgan élu pour les unionistes d'Ulster à Belfast Clifton, à la suite de la démission de Robin Kinahan.
- 5 février 1960: William Craig elected for the Ulster Unionists in Larne, following the resignation of Walter Topping.
- 16 février 1960: Desmond Boal élu pour les unionistes d'Ulster à Belfast Shankill, à la suite de la démission d'Henry Holmes.
- 9 juillet 1960: James Chichester-Clark est élu pour les unionistes d'Ulster dans South Londonderry, à la suite de la démission de Dehra Parker.
- 29 novembre 1960: Joseph Burns est élu pour les unionistes d'Ulster dans North Londonderry, à la suite du décès de Robert Moore.
- 20 avril 1961: Walter Scott élu pour les unionistes d'Ulster à Belfast Bloomfield, à la suite de la démission de Daniel Dixon.
- 22 novembre 1961: Sheelagh Murnaghan est élue pour le Ulster Liberal Party pour le Queen's University, à la suite du décès de Samuel Irwin.
- 2 mars 1962: Décès de William May, MP d'Ards. Ce poste est resté vacant au moment des élections générales.